# Kalisz Kaszubski
Kalisz Kaszubski – przystanek kolejowy w Kaliszu, w województwie pomorskim, w Polsce. Według klasyfikacji PKP ma kategorię dworca lokalnego. Przez przystanek przebiega linia kolejowa nr 211 i znajduje się przy nim jedna krawędź peronowa.

## Ruch pasażerski
| Rok  | Wymiana pasażerska na dobę |
| ---- | -------------------------- |
| 2017 | 0-9                        |
| 2022 | 0-9                        |

## Połączenia
- Chojnice
- Kościerzyna